# Проців Максим Сергійович
Максим Сергійович Проців (нар. 7 жовтня 2000, Тернопіль, Україна) — український футболіст, півзахисник .

## Життєпис
Вихованець «ДЮСШ-2 Тернопіль» Перший тренер Яблонський Андрій Едуардович та Бучинський Богдан Антонович та ФК «ДЮСШ-Тернопіль». У 2018 році розпочав дорослу футбольну кар'єру виступами за «Тернопіль» в обласному чемпіонаті. Влітку 2018 року дебютував за «городян» в аматорському чемпіонаті України.

### Нива Тернопіль
Під час зимової перерви сезону 2018/19 років перейшов до «Ниви». У футболці тернопільського клубу дебютував 6 квітня 2019 року в програному (0:2) виїзному поєдинку 18-го туру групи «А» Другої ліги України проти житомирського «Полісся». Максим вийшов на поле на 75-ій хвилині, замінивши Ігора Гаталу. Дебютним голом за «Ниву» відзначився 1 травня 2019 року на 23-ій хвилині переможного (3:0) виїзного поєдинку 23-го туру групи «А» Другої ліги України проти хмельницького «Поділля». Проців вийшов на поле в стартовому складі, а на 90-ій хвилині його замінив Роман Волохатий. За підсумками сезону 2019/20 років допоміг «Ниві» виграти групу А Другої ліги та підвищитися в класі. У Першій лізі України дебютував 5 вересня 2020 року в нічийному (1:1) виїзному поєдинку 1-го туру проти харківського «Металіста 1925». Роман вийшов на поле в стартовому складі, а на 90-ій хвилині його замінив Мирон Бідний. У Першій лізі України дебютним голом відзначився 30 листопада 2020 року на 21-ій хвилині програного (1:2) домашнього поєдинку 16-го туру  проти харківського «Металіста 1925». Проців вийшов на поле в стартовому складі та відіграв увесь матч.